# Rettungssitz

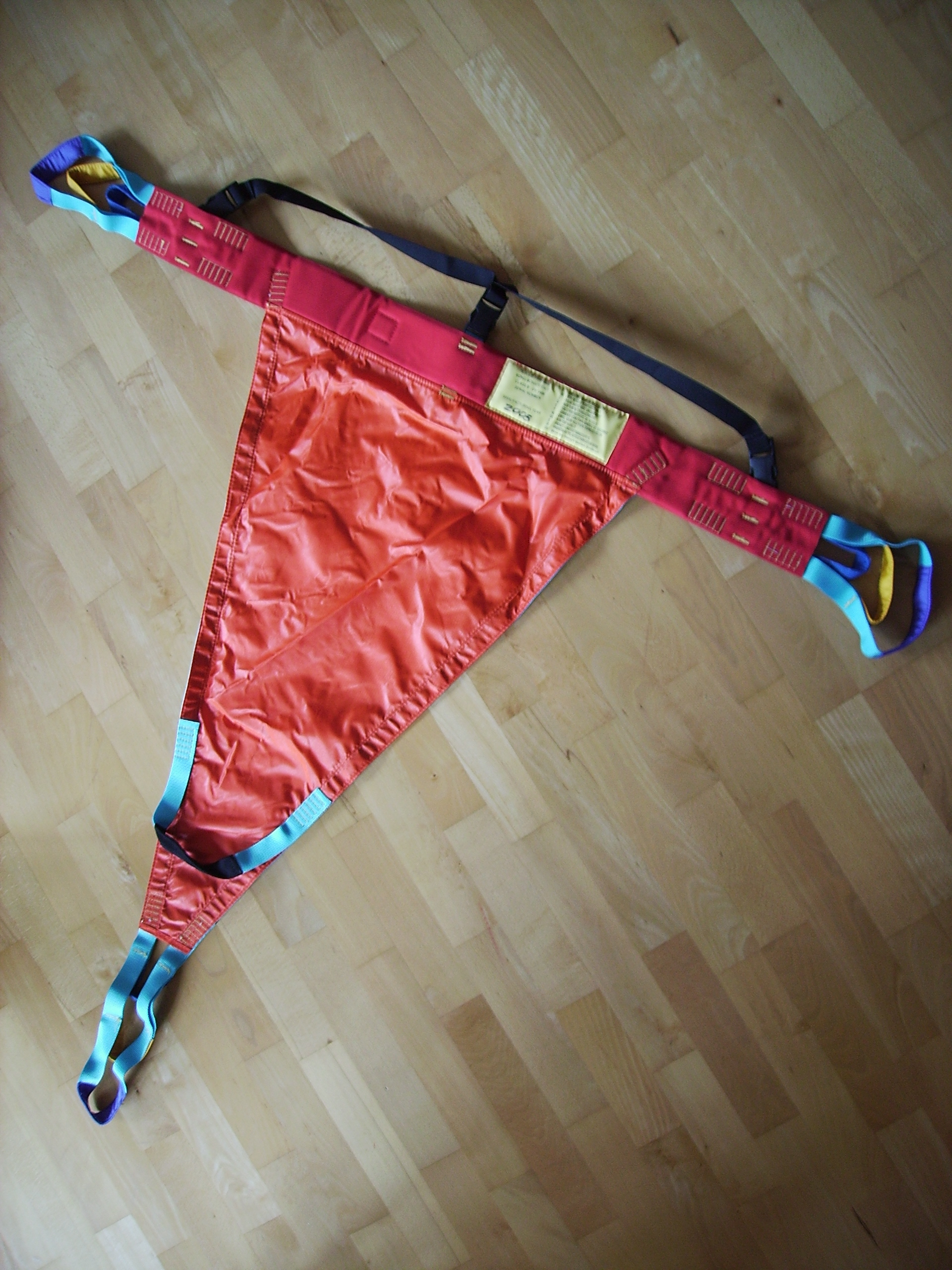
Rettungssitz (KONG), flach ausgelegt

Der Rettungssitz, auch Bergesitz, Rettungsdreieck oder – in Anlehnung an den jeweiligen Hersteller – Kong-Sitz oder Petzl-Sitz genannt, ist ein Rettungsgerät, das von der Bergrettung und Höhenrettung zum Auf- und Ablassen von Patienten eingesetzt wird. Er besteht aus reißfestem Kunststoffgewebe in Dreiecksform. An jeder der Ecken des Dreiecks befinden sich Einhängeschlaufen, an der oberen Seite des Dreiecks sind oft Schulterschlaufen angebracht. Im englischen Sprachraum werden diese Rettungssitze als Rescue triangle oder Evacuation harness bezeichnet, auf Französisch nennt man sie Triangle d'évacuation oder Harnais d'évacuation.
Im Vergleich zu einem Klettergurt kann ein Rettungssitz dem Patienten schnell angelegt werden: Die rechte und die linke Schlaufe werden vor dem Bauch des zu Rettenden mit einem Karabiner verbunden. Die dritte Schlaufe wird – ähnlich einer Windel durch den Schritt nach oben geführt und ebenfalls in den Karabiner eingehängt, der nun als zentraler Einhängepunkt dient. Je nach Größe und Körperumfang des Patienten kann man verschiedene Schlaufen auswählen. Die Schulterschlaufen erleichtern das Anlegen des Sitzes. Bei modernen Rettungswindeln werden die Brust- und Schrittschlaufen durch Triple-Lock Schnallen geschlossen, wodurch sich das Band stufenlos verstellen lässt. Außerdem besitzen diese einen zentralen Anschlagpunkt, der die Sicherheit erheblich erhöht, und das Handling vereinfacht.

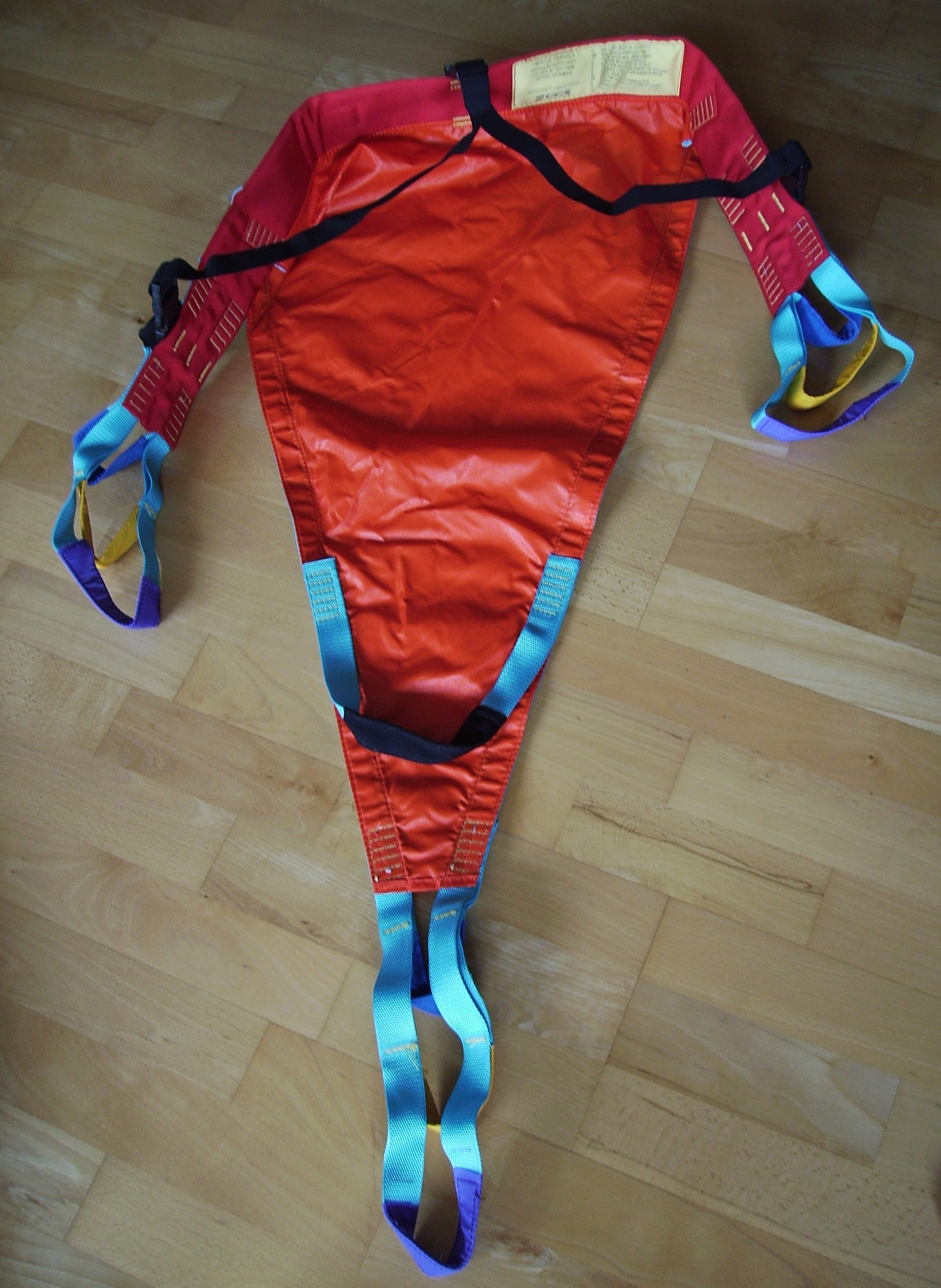
Rettungssitz (KONG)

Der Patient wird nach dem Anlegen des Rettungssitzes und eines Helms je nach Gelände und Einsatzsituation entweder abgelassen oder hochgezogen. Ein Retter begleitet den oder die Patienten normalerweise.
Einsatzgebiete für den Rettungssitz sind vor allem die Bergrettung und Höhenrettung, zum Beispiel Rettung aus unwegsamem Gelände oder Rettung von Kränen, Freileitungsmasten oder aus Seilbahnen. Meist wird versucht, den Patienten nach unten abzulassen, ein Aufziehen mittels Hubschrauber, Flaschenzug, Mannschaftszug oder Seilwinde ist auch möglich. Bei der Rettung in engen Wendeltreppen haben sich Rettungssitze ebenfalls bewährt. Dabei wird der Patient von oben am Seil gebremst. Ein Retter kann den Patienten gleichzeitig von der Treppe wegziehen und so langsam nach unten retten. Auch bei der Rettung mittels Akia oder Gebirgstrage setzt man den Rettungssitz ergänzend ein, vor allem wenn der Patient Verletzungen der unteren Extremitäten aufweist: Der Rettungssitz wird dem Patienten angelegt und nach oben abgespannt; dadurch werden die Beine vom Körpergewicht entlastet.